# Creme Puff
Creme Puff (3 de agosto de 1967 - 6 de agosto de 2005) fue una gata, conocida por haber muerto a la edad de 38 años y 3 días. Según la edición 2010 del Guinness World Records, se trata del gato doméstico más viejo del que se halle registro.

## Creme Puff y Granpa
Creme Puff vivía con su dueño, un fontanero llamado Jake Perry, y otro gato llamado Granpa Rexs Allen. Perry asegura que Granpa nació en París, Francia en 1964 y falleció en 1998 a la edad de 34 años. Granpa fue nombrado "Gato del año" por la revista Cats & Kittens en 1999. Granpa apareció en una edición anterior de los récords Guinness.
Tammy L. Bicket y Dawn M. Brandon, los coautores de Hugs for Cat Lovers, afirman que la inusual longevidad de los gatos de Perry se debe a una particular dieta, que contendría huevos con tocino, espárragos y brocoli, entre otros.